# Armenter Broca
Armenter Broca o Brocà (Bagà, segle XV) fou orguener de la Catedral de Girona on va continuar el treball de Pau Rossell. També se'l coneix com a Pere Armenter.
A principis de l'any 1497 va acabar la construcció d'un dels orgues que esdevingué més emblemàtic de la Seu de Girona. També va construir un orgue a la Seu d'Urgell, entre els anys 1495 i 1496 i va ser durant aquell moment quan es va comprometre a treballar per la seu gironina.

## Treball a la Catedral de Girona
El treball més destacat va ser l'orgue de la Catedral de Girona, que el capítol li encomanà l'any 1489. Segons els pèrits coetanis, va ser un instrument molt preuat durant el decurs de la quinzena centúria.
Els capítols per a la seva construcció detallen com es va dur a terme la tasca a l'interior de l'edifici.

### Inicis de la construcció
El clergue Pau Rossell fou el creador de la iniciativa i el responsable de supervisar la construcció de l'orgue d'Armenter. Tot i que l'encàrrec capitular data del 23 d'abril de 1489, la seva construcció no es va iniciar fins a mitjan 1495. Un seguit de complicacions, segons consta en els pagaments, van retardar la seva construcció malgrat el termini de dos anys imposat pel capítol de la seu.

#### L'orgue d'Armenter
L'inici del projecte es va veure limitat per tràmits relacionats amb la seu gironina com la recerca d'orguener, el recapte de fons econòmics, les condicions prèvies del treball de Pere Armenter... En el contracte entre Armenter i el capítol constava que l'orgue estaria col·locat en la mateixa ubicació que l'anterior, afegint-hi una clàusula especial sobre l'ornamentació de l'instrument.
Les primeres melodies del nou instrument van omplir la nau de la seu gironina durant les primeres Vespres de Pentecosta el 21 de maig de 1496, data de l'estrena oficial del nou orgue.
El lliurament definitiu de l'instrument es va dur a terme durant març de 1497.

### Decoracions i pintures
Aquest orgue major va resultar mesurar 55 pams en total.
Posteriorment, el mateix Broca, fou l'encarregat de supervisar les pintures de les portes de l'orgue, amb una representació de la Nativitat del Senyor i de l'Assumpció de la Verge. A l'exterior s'hi va pintar l'Anunciació de la Mare de Déu.
Fins i tot, el canonge Zamarro va col·laborar amb Armenter en la col·locació de les portes. Malgrat no conservar-se ni l'orgue ni les partitures que en el seu dia degueren sonar en aquest instrument, l'orgue de la seu gironina fou considerat un dels instruments més preuats de l'orgueneria catalana de finals de segle XV i uns dels treballs d'Armenter més prestigiós fins aleshores.